# Gare de l'Aéroport Houari Boumédiène
La gare de l'Aéroport Houari Boumédiène (en arabe : محطة قطار مطار هواري بومدين) est une gare ferroviaire algérienne située sur le territoire de la commune de Dar El Beïda, dans la wilaya d'Alger. Elle dessert l'aéroport d'Alger.

## Situation ferroviaire
La gare se situe à l'extrémité d'une courte ligne de 2,8 km de long, dont 1,6 km en souterrain, qui prend son origine à l'est de la gare de Bab Ezzouar, sur la ligne d'Alger à Skikda.
| \| Aéroport d'Alger Alger Zéralda Birtouta Réghaïa \| Localisation de la gare de l'Aéroport Houari Boumédiène dans la wilaya d'Alger. |
| Aéroport d'Alger Alger Zéralda Birtouta Réghaïa                                                                                       |

## Histoire
C'est au début des années 2010 que l'idée de créer une gare au niveau de l'aéroport d'Alger vit le jour. La création de cette ligne ferroviaire avait pour but de faciliter la mobilité des voyageurs du centre d'Alger vers l’aéroport, et donc, d’offrir une nouvelle solution aux voyageurs sortant de l’aéroport pour rejoindre les différentes villes reliées au réseau ferroviaire régional et national.
Les travaux de construction ont débuté le 11 décembre 2012. La nouvelle gare et sa ligne ont été mises en service le 29 avril 2019.

## Service des voyageurs

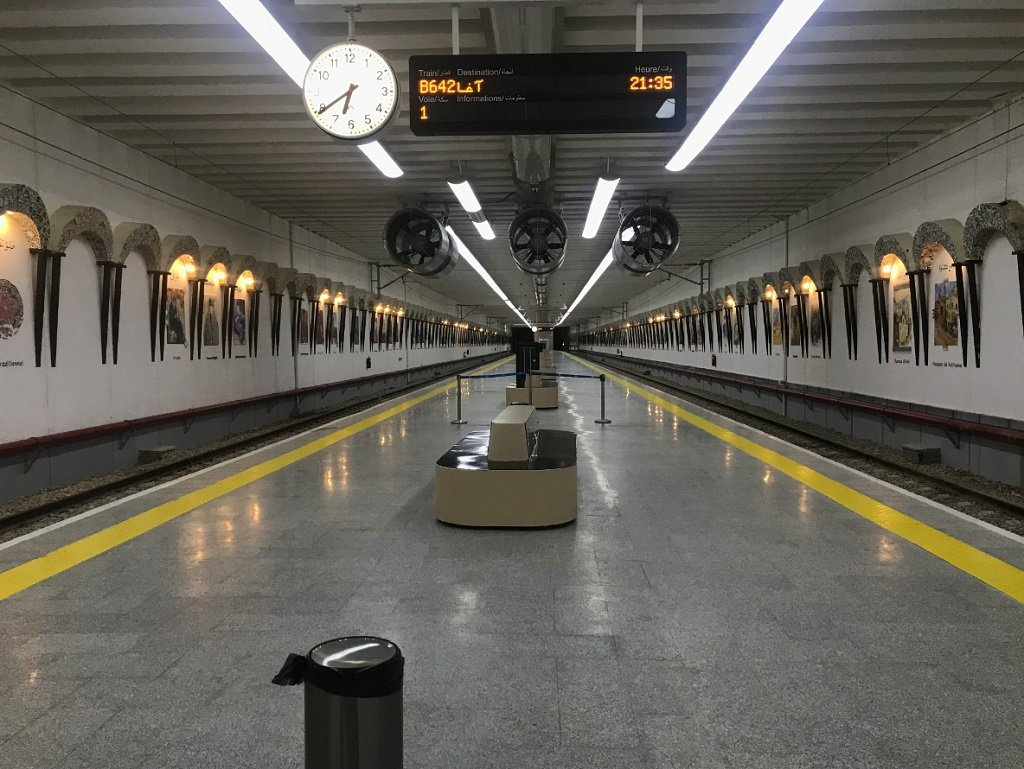
Quai de la gare de l'aéroport.

### Accueil
La gare de l'aéroport d’Alger est située entre le terminal 1 et le terminal 2 de l'aéroport. Elle se situe à environ 5 minutes à pied du terminal 4.
L'accès à la gare peut se faire directement depuis l'aéroport, mais également via le parking du terminal 4 et des terminaux 1 et 2.

### Desserte
La gare est desservie par les trains du réseau ferré de la banlieue d'Alger ayant pour terminus la gare de l'Agha, à Alger,.
Les trains relient Alger à l'aéroport en 20 minutes avec 34 trajets par jour de 5 h du matin à 21 h 5 au départ de la gare de l'Agha, et de 5 h 30 à 21 h 35 depuis l'aéroport. Le prix de ce trajet est de 80 DA pour les adultes et de 40 DA pour les enfants.

### Correspondances
La gare est desservie par les lignes 39 et 100 et 178 du réseau ETUSA.
Des lignes de bus régionaux relient également la gare à Tizi Ouzou et Blida,.

## Projets
En 2026, la gare sera en correspondance avec la ligne 1 du métro d'Alger.